# Tour de France de 2001
O Tour de France 2001 foi a 89º Volta a França.

## Resultados

### Classificação geral
| Pos | Nome                      | País           | Equipa           | Tempo       |
| --- | ------------------------- | -------------- | ---------------- | ----------- |
| 1   | Lance Armstrong           | Estados Unidos | U.S. Postal      | 86h 17' 28" |
| 2   | Jan Ullrich               | Alemanha       | Deutsche Telekom | 6' 44"      |
| 3   | Joseba Beloki             | Espanha        | ONCE             | 9' 05"      |
| 4   | Andrei Kivilev            | Cazaquistão    | Cofidis          | 9' 53"      |
| 5   | Igor Gonzalez de Galdeano | Espanha        | ONCE             | 13' 28"     |
| 6   | François Simon            | França         | Bonjour          | 17' 22"     |
| 7   | Oscar Sevilla             | Espanha        | Kelme            | 18' 30"     |
| 8   | Santiago Botero           | Colômbia       | Kelme            | 20' 55"     |
| 9   | Marcos Serrano            | Espanha        | ONCE             | 21' 45"     |
| 10  | Michael Boogerd           | Países Baixos  | Rabobank         | 22' 38"     |

### Classificação da Montanha
| Pos | Nome             | País     | Equipa           | Pontos  |
| --- | ---------------- | -------- | ---------------- | ------- |
| 1   | Laurent Jalabert | França   | CSC - Tiscali    | 258 pts |
| 2   | Jan Ullrich      | Alemanha | Deutsche Telekom | 211     |
| 3   | Laurent Roux     | França   | Jean Delatour    | 200     |

### Classificação da Juventude
| Pos | Nome              | País     | Tempo   |
| --- | ----------------- | -------- | ------- |
| 1   | Oscar Sevilla     | Espanha  |         |
| 2   | Francisco Mancebo | Espanha  | 10.03   |
| 3   | Jorg Jaksche      | Alemanha | 47.32   |
| 4   | Denis Menchov     | Rússia   | 1.13.20 |
| 5   | Marco Pinotti     | Itália   | 1.15.59 |

### Combatividade
1. Laurent Jalabert (Fra) 94
2. Laurent Roux (Fra) 55
3. Jens Voigt (Ger) 45
4. Rik Verbrugghe (Bel) 44
5. Paolo Bettini (Ita) 36
6. Jacky Durand (Fra) 36
7. Bradley McGee (Aus) 32
8. David Etxebarria (Spa) 30
9. Laurent Brochard (Fra) 28
10. Nicolas Jalabert (Fra) 23

### Classificação por equipas
1. Kelme-Costa Blanca Oscar Sevilla Santiago Botero J.E. Gutierrez
2. ONCE-Eroski                         4.59  Joseba Beloki Igor Gonzalez De G. Marcos Serrano
3. Team Deutsche Telekom              41.06  Jan Ullrich Alexandre Vinokourov Andreas Kloden
4. Bonjour                            41.49  Francois Simon Didier Rous Walter Beneteau
5. Rabobank                           51.53  Michael Boogerd Geert Verheyen M. den Bakker
6. US Postal Service                  54.51  Lance Armstrong Roberto Heras J.L. Rubiera
7. Cofidis, Le Credit Par Telephone 1.20.41  Andrei Kivilev Daniel Atienza Daivd Moncoutie
8. iBanesto.com                     1.22.24  Francisco Mancebo Thomas Brozyna J.P. Rodriguez
9. Festina                          1.45.33  Luis Perez Felix Garcia-Casas Sven Teutenberg
10. Jean Delatour                    1.49.18  Laurent Brochard Stephane Goubert Laurent Roux